# Tạ Tuyết Tâm
Tạ Tuyết Tâm (tiếng Trung: 謝雪心), tên thật là Khổng Lệnh Phức (tiếng Trung: 孔令馥 , sinh ngày 1 tháng 11 năm 1951), có tên tiếng Anh là Susan Tse Suet-sum, là một nữ diễn viên truyền hình Hồng Kông, bắt đầu sự nghiệp của mình với kinh kịch Trung Quốc. 

## Tiểu sử
Tạ Tuyết Tâm có quê quán ở Khúc Phụ, Sơn Đông. Bà tham gia cuộc thi Bơi qua bến cảng khi mới 3 tuổi. Sau đó bà trở thành đệ tử của huyền thoại kinh kịch Quảng Đông Yam and Bak khi mới 11 tuổi. Sau đó bà gia nhập ATV vào năm 1996 và sau đó là TVB vào năm 2008. Bà được chú ý với các vai diễn trong các phim như “Xứng danh tài nữ”, “Cung tâm kế”, "Công chúa giá đáo", “Nghĩa hải hào tình”... Năm 2009, bà giành giải Giải thưởng thường niên TVB cho Nữ diễn viên phụ xuất sắc nhất với vai diễn trong phim Xứng danh tài nữ.
Bà là hậu duệ đời thứ 76 của Khổng Tử. Điều này đã được xác nhận bởi nghiên cứu gia phả của Trung Quốc về Khổng Tử về sự hiện diện của bà trên chương trình Be My Guest của đài TVB.

## Phim ảnh

### Truyền hình
| Năm     | Tiêu đề                          | Vai diễn                        | Ghi chú | Tham khảo |
| ------- | -------------------------------- | ------------------------------- | ------- | --------- |
| 2009    | Xứng danh tài nữ                 | Ân Phụng Nghi                   |         |           |
| 2009    | Off Pedder                       | Helen Chow Fung-yee             |         |           |
| 2009    | Cung Tâm Kế                      | Quách Thái hậu                  |         |           |
| 2010    | Thần tình yêu ngu ngốc           | Che Li Gou-fu                   |         |           |
| 2010    | Công chúa giá đáo                | Thôi Thái phi                   |         |           |
| 2010    | Mọi hành động bạn thực hiện      | Chung Sau-han                   |         |           |
| 2010    | Nghĩa hải hào tình               | Trịnh Lãng Hỉ                   |         |           |
| 2011    | Chỉ có bạn                       | Tang Choi-kiu                   |         |           |
| –       | Til Love Do Us Lie               | Lei Gai-fong                    |         |           |
| 2012    | Hành động tốt của bố             | Lam Sam-ling                    |         |           |
| 2013    | Thủ môn của anh em               | Lau Lai-kuen                    |         |           |
| 2014    | Gương hậu                        | Gu Suk Yin                      |         |           |
| 2014    | Tất cả những gì đắng là ngọt     | Yu Sou Mui                      |         |           |
| 2014-15 | Noblesse Oblige                  | Tong Yun-ching                  |         |           |
| 2015    | Madam Cutie On Duty              | Wu Dip                          |         |           |
| 2015    | Quan sát bầu trời                | Kwok Hoi-yiu                    |         |           |
| 2015    | Tiết mục lãng mạn                | Wan Suet-yim                    |         |           |
| 2015    | Captain of Destiny               | Imperial Consort Shun           |         |           |
| 2016    | Yêu như một mối quan hệ săn mồi  | Jeana Lo Dou Ching-lok          |         |           |
| 2016    | Brother's Keeper II              | Lau Lai-kuen                    |         |           |
| 2016    | Không gìn giữ                    | Bảo mẫu của Kam Wan-ling        |         |           |
| 2017    | Pháp sư bất đắc dĩ               | Lương Tinh Tinh                 |         |           |
| 2018    | Thâm cung kế                     | Chương Quỳnh Hương              |         |           |
| 2018    | Cuộc sống trên đường             | Jam Siu Dip                     |         |           |
| 2019    | Tôi đặt cược sự tha thứ của bạn  |                                 |         |           |
| 2020    | Bằng chứng thép IV               | Lý Thu                          |         |           |
| 2020    | Pháp sư bất đắc dĩ 2             | Lương Tinh Tinh / Diệp Vịnh San |         |           |
| 2021    | Phản ứng vũ trang 2021           | Chan Choi-Mush                  |         |           |
| 2021    | Xin chào bất hạnh                | Yeung Ka-sin                    |         |           |
| TBA     | Người nói luật                   |                                 |         |           |
| TBA     | Hãy để tôi lấy xung nhịp của bạn |                                 |         |           |
| TBA     | Hòa giải không có rãnh           |                                 |         |           |